# Escola bolera

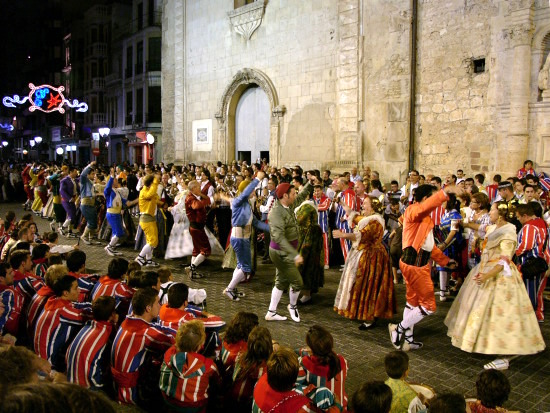
Indumentària típica de l'escola bolera

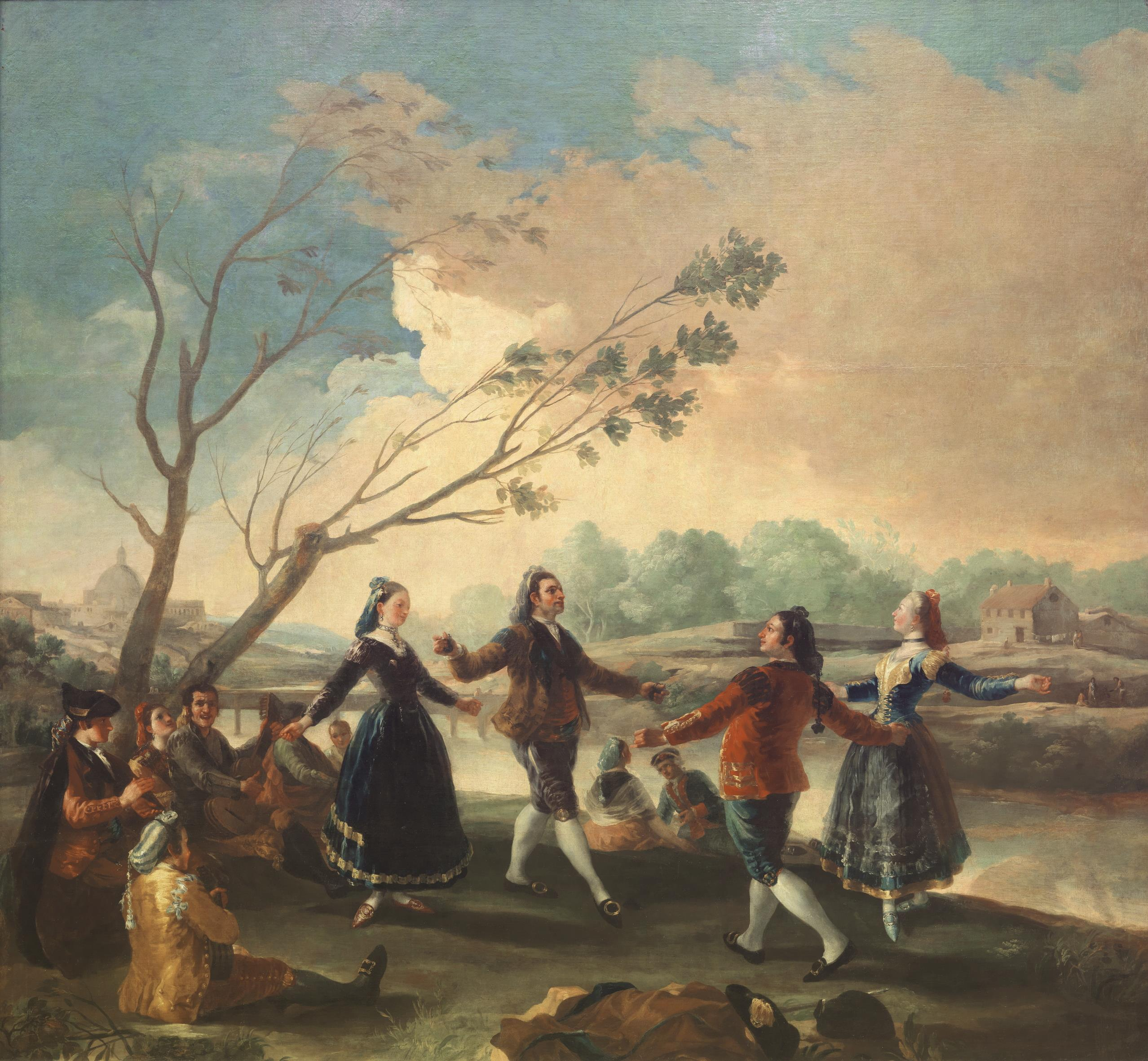
Ballarins pintats per Goya

L'escola bolera o ball de palillos (castanyoles) és una dansa desenvolupada paral·lelament a la dansa clàssica a partir de balls i danses tradicionals professionalitzats i, com la dansa clàssica, estilitzats i adaptats a grans espectacles a escenaris. La gran eclosió al desenvolupament de la seva tècnica va coincidir amb la de la dansa clàssica, al barroc (segle xviii) i al romanticisme (segle XIX). En aquesta època les seves coreografies eren habituals als espectacles d'òpera i teatre a tot Europa. L'escola bolera actualment forma, amb l'escola flamenca i els balls tradicionals, la dansa espanyola.
Va arribar a la seva màxima esplendor durant el segle xix, època a la qual, als Països Catalans, formava part de la formació habitual dels ballarins clàssics. De fet en aquella època era fàcil referir-se a ella com a dansa clàssica espanyola, i anomenar dansa clàssica italiana, clàssica francesa, clàssica italiana i francesa o fins i tot, clàssica estrangera, al que avui coneixem com a dansa clàssica a seques. Els representants catalans en són exponents internacionals de referència.
L'escola bolera inclou tant balls de sabata (sabatilles de caràcter) com balls que s'interpreten amb sabatilla de dansa clàssica de mitja punta. La indumentària més clàssica i tradicional és la barroca, que es portava als Països Catalans i Espanya al segle xviii: les dones porten faldilles amples i cos encotillat mentre que els homes duen pantalons fins a sota el genoll, mitges i faixa. Aquesta és coneguda internacionalment a través de les pintures de Goya, cosa que ha fet que l'escola bolera es conegui també popularment com a danses goyesques. Algunes de les característiques més típiques de l'escola bolera són el cambré (col·locació del tors vertical, però lleugerament inclinat cap enrere a partir de les espatlles) i el braceig.
Ballarins, coreògrafs i mestres destacats són Marià Camprubí, Dolors Serral, Joan Camprubí, Manuela García; Manuela Perea, La Nena, Joan Magriñà, Antonio Ruiz Soler, Pilar López, Aida Gómez, Emma Maleras, Consol Grau, José de Udaeta, Assumpció Aguadé, etc.

## Història

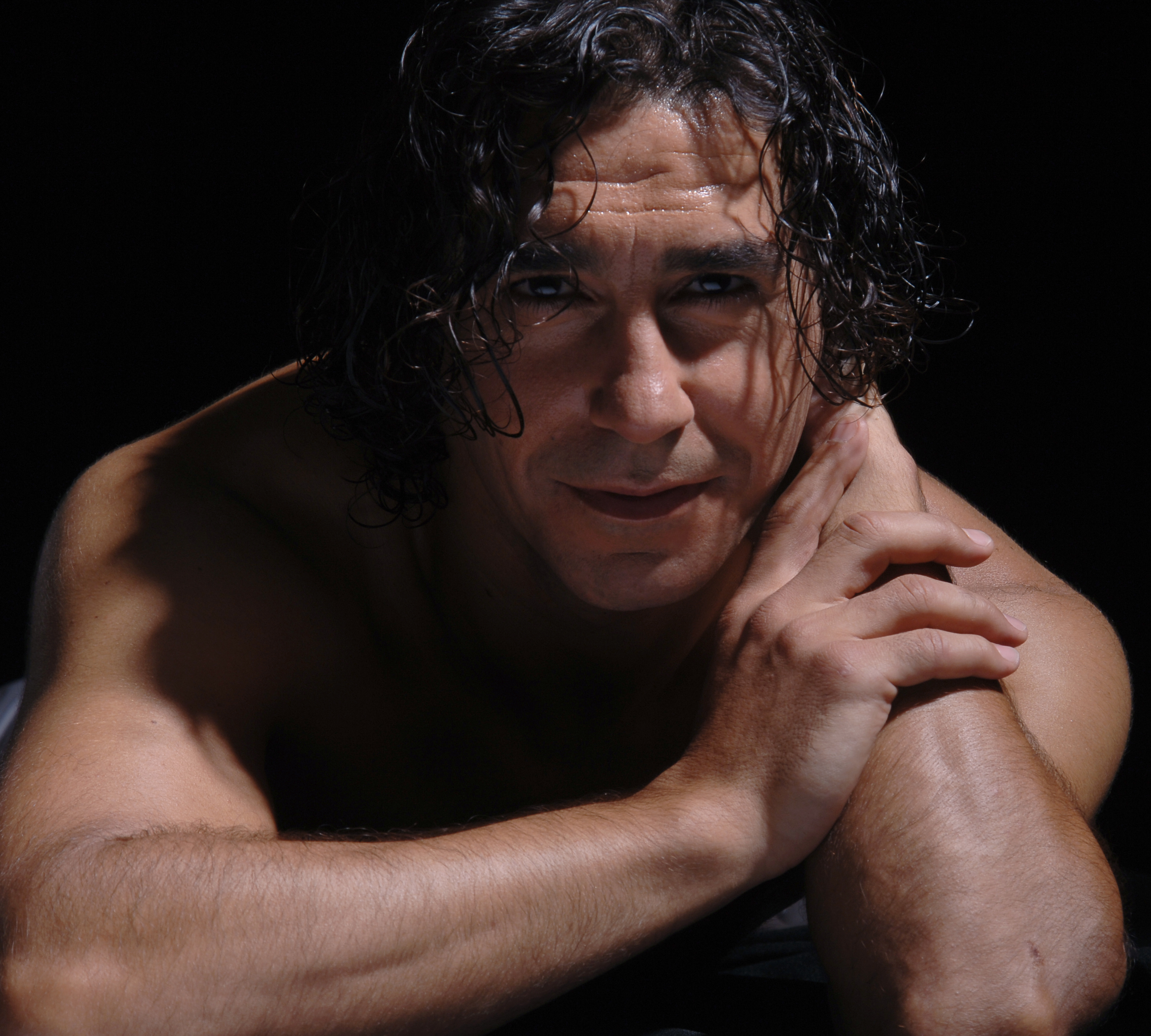
Antonio Márquez inclou l'escola bolera, jazz i altres estils als espectacles de la seva companyia de dansa, al segle XXI. Ha coreografiat un espectacle en honor del seu mestre Antonio Ruiz Soler

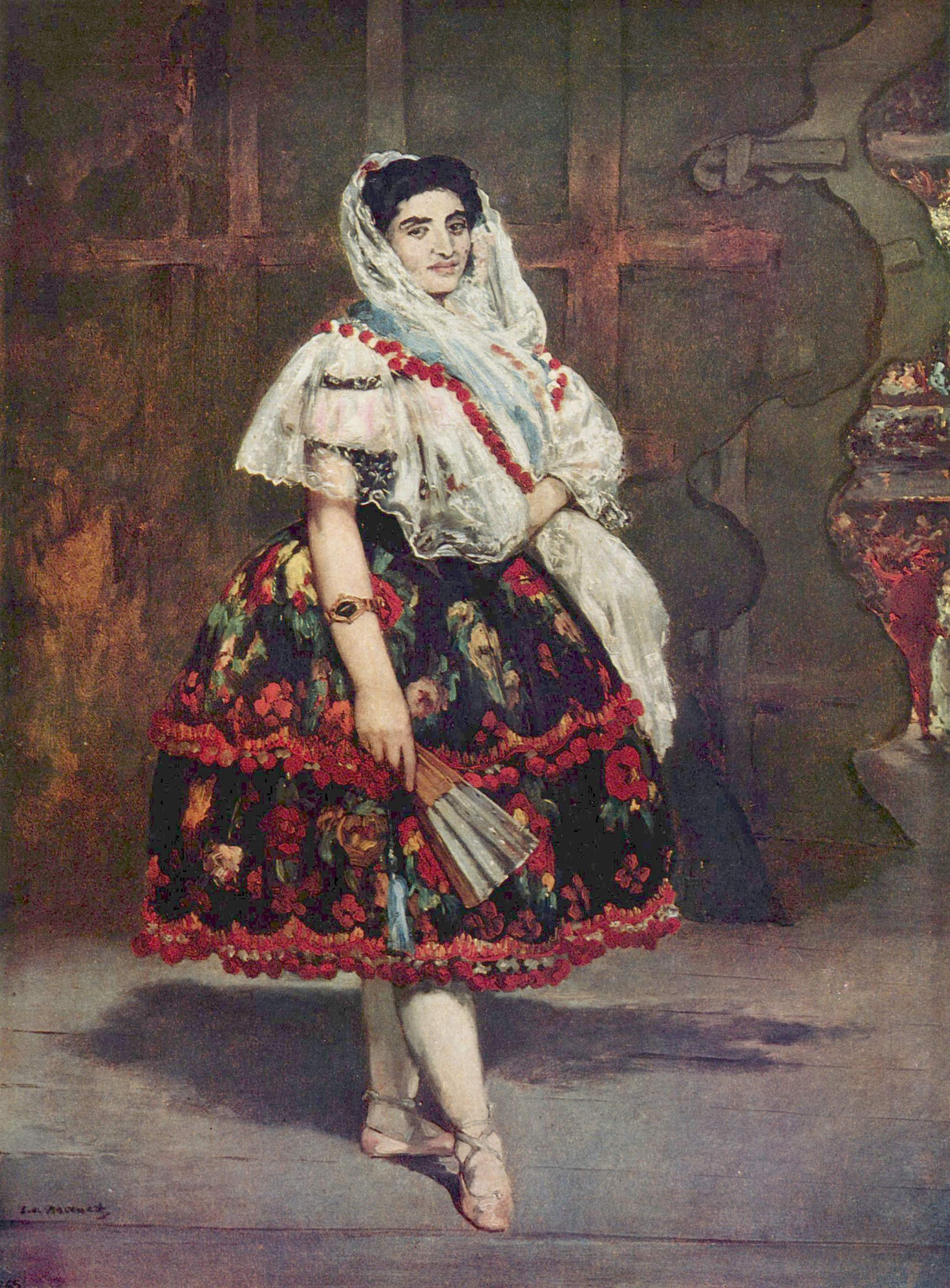
Lola de València, ballarina de l'escola bolera, pintada per Manet

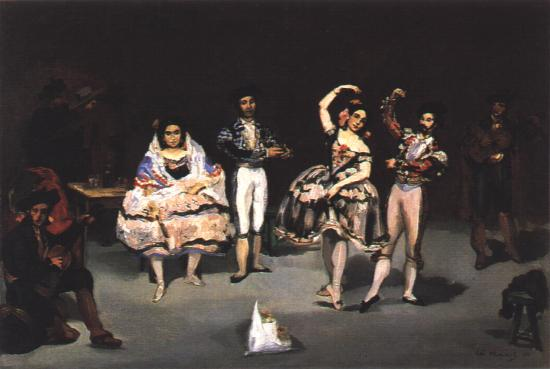
Escola bolera per Manet

L'escola bolera parteix dels mètodes de la dansa clàssica, que es van desenvolupar en paral·lel a les dues escoles, aplicats als balls i danses populars. Alguns d'ells daten de l'època medieval, fins i tot algun del segle x, i de fet se sol considerar que les bases tradicionals de l'escola bolera van començar cap al segle xv.
Tanmateix, l'escola bolera tal com avui la coneixem, és a dir ja afectada dels mètodes i academicismes propis, també, de la dansa clàssica, va començar a desenvolupar-se al segle xviii. En aquell moment algunes danses populars, com el bolero, la seguidilla i el fandango, van començar a representar-se de manera professional en els salons de la noblesa, teatres i òperes.
- El bolero només es ballava a la cort abans d'esdevenir un ball popular. El seu èxit va fer que al segle xviii s'inclogués a les escoles de dansa i al teatre. Al segle xix es va convertir en referència coreogràfica internacional i va ser usada per mestres de dansa francesos i italians. Una ballarina austríaca, Fanny Essler, el que s'ha considerat el bolero del segle xix, el ball de la catxutxa, que s'inclou també a l'escola bolera.
- La seguidilla era una dansa popular animada i ràpida que va aparèixer cap al segle xviii a la zona de la Manxa. De gran popularitat, es va estenent de mica en mica per tota la península Ibèrica i a cada zona va anar prenent un estil propi segons la moda i els gustos locals i dels temps.
- El fandango va aparèixer també cap al segle xviii i és un ball a tres temps, animat, que pot ser ballat per una o diverses parelles, amb castanyoles o sense.

L'estilització dels balls populars es va anar fent de manera gradual i avui no sempre és possible definir amb exactitud quins passos pertanyen a l'escola bolera i quins no.

### A Catalunya
A Catalunya l'escola bolera es va anar introduint entre finals del segle xviii i principis del xix, quan s'hi van posar de moda aquests balls durant el transcurs del sainet o als intermedis de llargues comèdies teatrals, que anava a veure un públic burgès i aristocràtic. En aquesta època hi havia dues escoles boleres, la de Madrid i Andalusia i la de Barcelona.
Durant el segle xix la dansa bolera viu la seva màxima esplendor. Aquesta escola hi prosperà ràpidament i aviat s'hi van formar grans figures com Marià Camprubí, Dolors Serral, Joan Camprubí i Manuela García, que per exemple van inaugurar el Gran Teatre del Liceu, el 1847, amb un espectacle que incloïa coreografies de l'escola bolera. Al segle xix s'hi van introduir les castanyoles a la dansa de l'escola bolera.
Entre finals del segle xix i principis del xx l'escola bolera compartia cartell amb la dansa clàssica, la sarsuela, el flamenc i altres gèneres, que s'anaven desenvolupant en paral·lel i que podien trobar-se als mateixos teatres o ser interpretats pels mateixos artistes. Aquest fet, junt amb el que per exemple, alguns balls tradicionals de l'escola flamenca evoluessin també per la banda del flamenc, novament crea confusió a l'hora de definir exactament les fronteres entre gèneres. La dansa espanyola, desenvolupada en paral·lel, aniria fusionant i recollint influències tant de l'escola bolera com de la flamenca, estilitzant també els balls flamencs com ho havia fet amb els tradicionals.
Els primers intèrprets de l'escola bolera dels que queden referències gràfiques són de la primera meitat del segle xx, per exemple Antonio Ruiz i Pilar López, i es caracteritzen per tenir una tècnica més senzilla que els seus successors. L'escola bolera posterior, i fins a l'actualitat, en canvi, té una tècnica més clàssica, estilitzada i depurada. A aquesta segona escola pertany el Ballet Nacional de España.

## Descripció

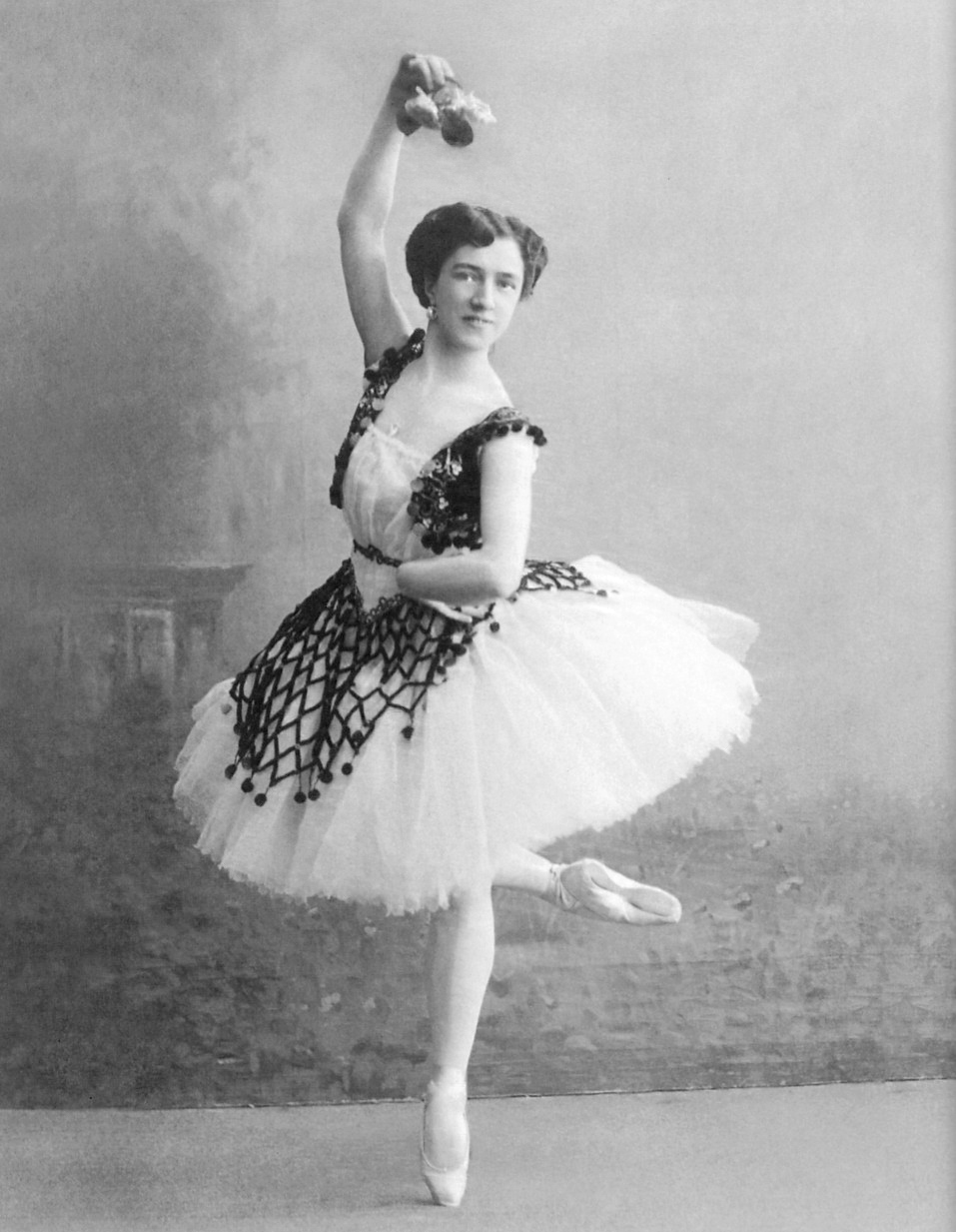
El ball popular interpretat per la dansa clàssica de principis del segle XX

La seva metodologia de treball està influenciada per la manera de treballar pròpia a la dansa en general a Europa durant els segles xviii i xix i té, doncs, molts paral·lelismes amb la de la dansa clàssica. Per exemple, com al clàssic, el seu ensenyament inclou exercicis de barra i de centre com a escalfament, com a preparació física i per a aconseguir la tècnica després aplicada a una coreografia. També es fixen estructures tancades de balls genèrics com els panaderos, els jaleos, els olés, els boleros, les seguidilles, els fandangos, la malaguenya, el vito o la catxutxa. Aquests es diferencien en dos grups, els boleros, que tenen salts i passos molt difícils que requereixen un gran virtuosisme, i els altres, inclosa la catxuta, que inclouen passos senzills arran de terra i als quals es valora més el caràcter, la gràcia i l'expressivitat.
El fet d'esdevenir una dansa com la dansa clàssica atorga academicisme, una gramàtica i amplia el vocabulari dels balls tradicionals. A canvi de perdre la seva originalitat guanya el fet de poder crear coreografies més lliures i més diverses. Les postures, els passos i la tècnica es fan molt més precisos, tenen en compte l'estètica i la salut, per exemple, cada un té un nom i no s'admeten intermedis, ni un quan s'hauria de fer un altre, encara que sigui molt semblant. L'estructura dels passos i els seus encadenaments queda doncs, fixada, i el ballarí, encara que balli una coreografia pròpia, està sotmès a estrictes regles i no pot improvisar de qualsevol manera. L'escola bolera va desenvolupar també unes coreografies tancades que encara avui s'ensenyen i que són interpretades, per exemple, pel Ballet Nacional d'Espanya i per la companyia de dansa Pericet.